# Chełm Gryficki
Chełm Gryficki – przysiółek wsi Włodarka, położony w województwie zachodniopomorskim, w powiecie gryfickim, w gminie Trzebiatów, przy trasie drogi wojewódzkiej nr 102.
Według danych z 28 lutego 2009 przysiółek miał 30 mieszkańców.
Chełm Gryficki wraz z wsią Włodarka tworzą wspólnie jednostkę pomocniczą gminy – "Sołectwo Włodarka".
W latach 1946–1998 miejscowość administracyjnie należała do województwa szczecińskiego.
Przysiółek w całości znajduje się w obszarach programu Natura 2000, tzn. obszarze specjalnej ochrony ptaków "Wybrzeże Trzebiatowskie" oraz w specjalnym obszarze ochrony siedlisk Trzebiatowsko-Kołobrzeskim Pasie Nadmorskim.
| Zakres wieku mężczyzn | Mężczyźni | Kobiety | Zakres wieku kobiet |
| --------------------- | --------- | ------- | ------------------- |
| 0–19                  | 2         | 6       | 0–19                |
| 20–60                 | 14        | 6       | 20–65               |
| powyżej 60            | 1         | 1       | powyżej 65          |
| Razem (Σ)             | 17        | 13      | (Σ) Razem           |

Dzieci z miejscowości uczęszczają do Szkoły Podstawowej Nr 1 im. Jana Kochanowskiego w Trzebiatowie.
Nazwę Chełm Gryficki wprowadzono urzędowo w 1948 roku, zmieniając niemiecką nazwę miejscowości – Holm.